# Кинцельова
Кинцельова́ (словац. Kynceľová) — село в Банськобистрицькому окрузі Банськобистрицького краю Словаччини. Перша письмова згадка про село датується 1435 роком.

## Населення
| Рік:            | 1994. | 2004.    | 2014.   | 2024.   |
| --------------- | ----- | -------- | ------- | ------- |
| Кількість осіб: | 278   | 345      | 376     | 393     |
| Різниця:        |       | +24,10 % | +8,98 % | +4,52 % |

| Рік:            | 2023. | 2024.   |
| --------------- | ----- | ------- |
| Кількість осіб: | 388   | 393     |
| Різниця:        |       | +1,28 % |

Етнічний склад населення станом на 2001 рік: словаки — 96,11 %, моравці — 0,60 %, цигани — 2,69 %, українці — 0,3 %, угорці — 0,3 %.